# Aliança para a Salvação do Sahel
Aliança para a Salvação no Sahel (em francês:  Alliance pour le salut au Sahel, ASS) é um grupo político e militar formado em 2018 durante a Guerra do Mali.

## História

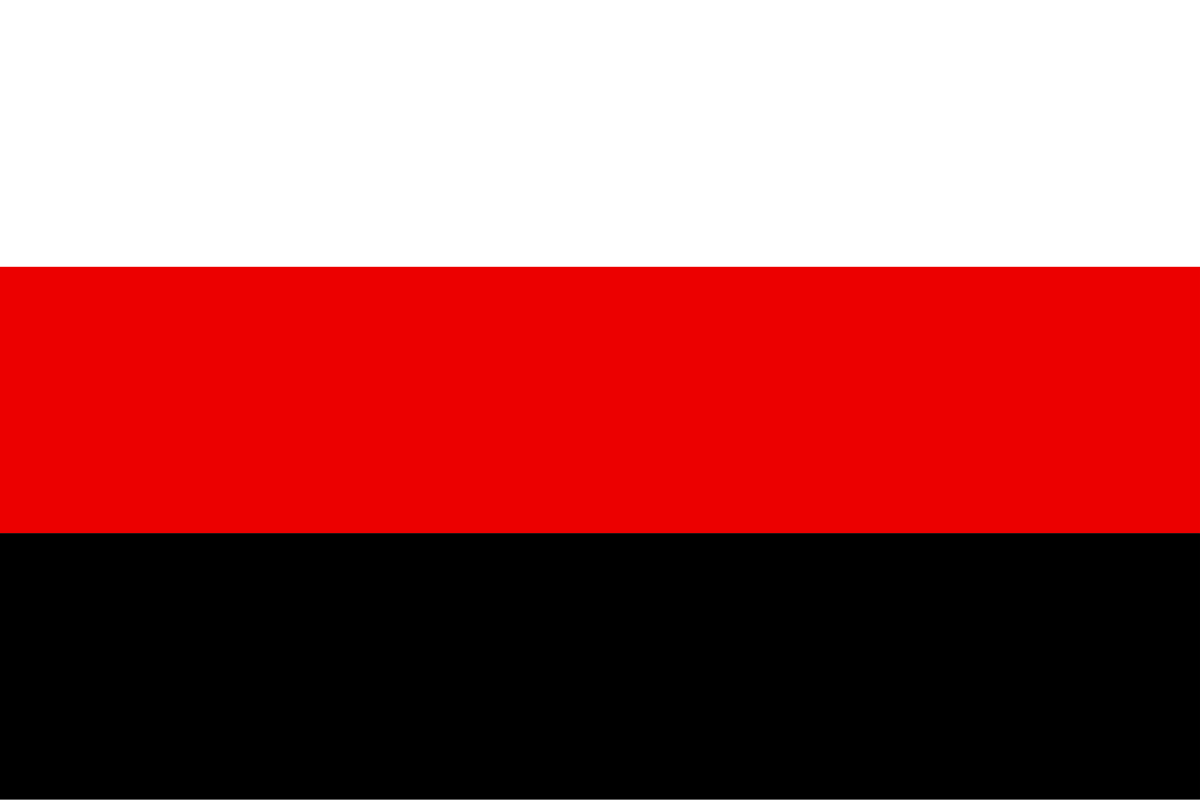
Bandeira do grupo.

### Fundação
A Aliança para a Salvação no Sahel anuncia sua fundação em maio de 2018. No entanto, teria começado a se formar entre oito a nove meses antes. Ativa no centro do Mali, então assolada pela violência comunitária, o grupo anuncia que foi formado para lutar contra os abusos cometidos contra os peúles, em particular pelas milícias dos caçadores dozos. Denuncia o amálgama feito entre os peúles e os jihadistas. Não se declara em guerra contra o exército maliano, mas critica o Estado maliano por ter negligenciado a região e denuncia a falta de desenvolvimento e infra-estruturas. O chefe da Aliança para a Salvação no Sahel alega ter o apoio de "políticos e militares", assim como de "outros países e da comunidade internacional".

### Organização
O líder do grupo é apelidado de Bacar Sow, mas seu nome real é desconhecido. O grupo reivindica possuir uma ou várias centenas de combatentes (ativos principalmente nas proximidades de Nampala, Bambara Maoudé e Boulikessi) e alguns oriundos de outros grupos armados.. A Aliança para a Salvação no Sahel também adota uma bandeira com linhas horizontais brancas, vermelhas e pretas.
A Federação Internacional de Direitos Humanos (FIDH) e a Associação dos Direitos Humanos do Mali (ADMH) relatam em novembro de 2018, que este grupo "parece ser comandado de Bamako" e que "segundo um membro influente da comunidade peúle do Mali, a ASS é essencialmente constituída de jovens peúles malianos, nigerinos e burquinenses, e sua hierarquia é composta de funcionários e militares oriundos da comunidade peúle, alguns dos quais detêm altos cargos na administração maliana".
Em um relatório em dezembro de 2018, a Human Rights Watch escreve, no entanto, que "inicialmente, o movimento tinha como objetivo reagrupar dentro da mesma organização todos os grupos de autodefesa ativos existentes nas aldeias peúles. Os líderes peúles, no entanto, explicaram que o grupo não dispunha de financiamento e que não tinha conseguido reunir dentro de suas fileiras os grupos de defesa existentes das aldeias, muito menos atrair novos recrutas. As milícias dogon confundem esta aliança com grupos armados islamistas, mas as declarações da aliança refutam fortemente a existência de tal ligação".